# Rezerwat przyrody Šíp
Rezerwat przyrody Šíp (słow. Národná prírodná rezervácia Šíp) – rezerwat przyrody obejmujący najwyższe partie masywu Šípu w tzw. Szypskiej Fatrze w grupie górskiej Wielkiej Fatry na Słowacji. Powierzchnia: 301,52 ha.

## Położenie
Rezerwat położony jest w granicach katastralnych wsi Stankovany w powiecie Rużomberk oraz Žaškov w powiecie Dolný Kubín. Generalnie obejmuje tereny położone powyżej poziomicy 800 m, choć lokalnie dopiero powyżej poziomicy 1000 m, zaś na południowym wschodzie teren rezerwatu schodzi w dół w górne piętro Szkutowej Doliny (słow. Škútova dolina) do wysokości ok. 650 m.
Rezerwat leży w obszarze pasma ochronnego Parku Narodowego Mała Fatra.

## Historia
Powołany został rozporządzeniem Ministerstwa Kultury Słowackiej Republiki Socjalistycznej nr 3483/1980-32 z dnia 31 maja 1980 r.

## Przedmiot ochrony
Przedmiotem ochrony w rezerwacie są górne partie góry Šíp, stanowiącej znaczącą dominantę w krajobrazie doliny Wagu, z występującymi tam urozmaiconymi wapienno-dolomitowymi formacjami skalnymi, piętrami roślinnymi, bogatą florą wapieniolubną oraz rzadkimi i zagrożonymi gatunkami zwierząt. Celem ochrony jest zachowanie tych terenów w maksymalnie naturalnej postaci ze względów naukowo-badawczych oraz kulturalno-wychowawczych.

## Turystyka
Przez teren rezerwatu biegnie żółto  znakowany szlak turystyczny ze Stankowian w dolinie Wagu przez szczyty Šípu i Zadniego Šípu do przystanku kolejowego Królewiany w dolinie Orawy.